# Емануил Николудис
Емануил Николудис (на гръцки: Εμμανουήλ Νικολούδης) е гръцки андартски капитан, деец на гръцката въоръжена пропаганда в Македония.

## Биография
Николудис е роден в Лаки, остров Крит. Включва се в гръцката въоръжена пропаганда в Македония. Първоначално е четник при капитан Вардас, а след това организира собствена чета от 120 души, на която е капитан и с която действа в областта Мариово, където участва в сражения срещу чети на ВМОРО.
През пролетта на 1908 година властите залавят двама селяни на входа на битолската гръцка митрополия, които носят писма от Йоанис Каравитис, Пердикас и Николудис, адресирани до секретаря на митрополията Леонидас Ефим. Николудис съобщава, че четниците му са много обезкуражени, много от тях били заминали обратно за Гърция и иска подкрепления.